# クレール・パルネ
クレール・パルネ（Claire Parnet）は、フランスのジャーナリスト。
哲学者ジル・ドゥルーズの教え子であり、『ディアローグ――ドゥルーズの思想（Dialogues）』（1977年）を共著した。同書は質疑応答形式のインタビュー記録ではなく、両著者が交互にまとまったテクストで応答を繰り返す形式をとっている。
同書出版から11年後、パルネはこの経験を今度は映像記録の形で繰り返し、『ジル・ドゥルーズの「アベセデール」（L'Abécédaire de Gilles Deleuze）』を制作した。これは、ドゥルーズがアルファベット順に並べられた25個のテーマについて語る作品である。パルネとドゥルーズによる論考とインタビュー記録のいくつかは、『記号と事件（Pourparlers 1972 - 1990）』（Paris, Éditions de Minuit, Paris, 1990）と『狂人の二つの体制（Deux régimes de fous. Textes et entretiens 1975-1995）』（édités par David Lapoujade, Paris, Éditions de Minuit, « Paradoxe »), 2003）に収められている。
1980年、ミシェル・ビュテル（その他、カトリーヌ・コート、アントワーヌ・ドュロール、ナディア・タズィ）の雑誌『L'Autre Journal 』の編集者に就任した。その後、ミシェル・フィールドの『L'Hebdo』やCanal+の『L'Appartement』（アリエル・ウィズマンと共に）などいくつかのテレビ番組に携わった。
その他、フランス5で放映されたフレデリック・フェルネイの啓蒙番組『Droit d'auteurs』の制作アドバイザーも務めた。

## インタビュー、共著書
- Dialogues, avec Gilles Deleuze, Paris, Flammarion, 1977 ; nouvelle édition augmentée d'un texte inédit de G. Deleuze, « L'actuel et le virtuel », « Champs », 1996. ISBN 2-08-081343-9
ジル・ドゥルーズ共著、田村毅訳『ドゥルーズの思想』大修館書店、1980年
ジル・ドゥルーズ共著、江川隆男、増田靖彦訳『ディアローグ――ドゥルーズの思想』河出書房新社、2008年；［文庫版］2011年
- avec Richard Pinhas (réal.), Leibniz : âme et damnation, conférence de Gilles Deleuze, Gallimard, « À voix haute », 2003.
- L'Abécédaire de Gilles Deleuze, de Pierre-André Boutang, entretiens avec Claire Parnet, Éditions Montparnasse, 2004.
國分功一郎監修『ジル・ドゥルーズの「アベセデール」』KADOKAWA/角川学芸出版、2015年
- avec Richard Pinhas (réal.), Gilles Deleuze, cinéma, coffret 6 CD, Gallimard, « À voix haute », 2006.